# Тьялк

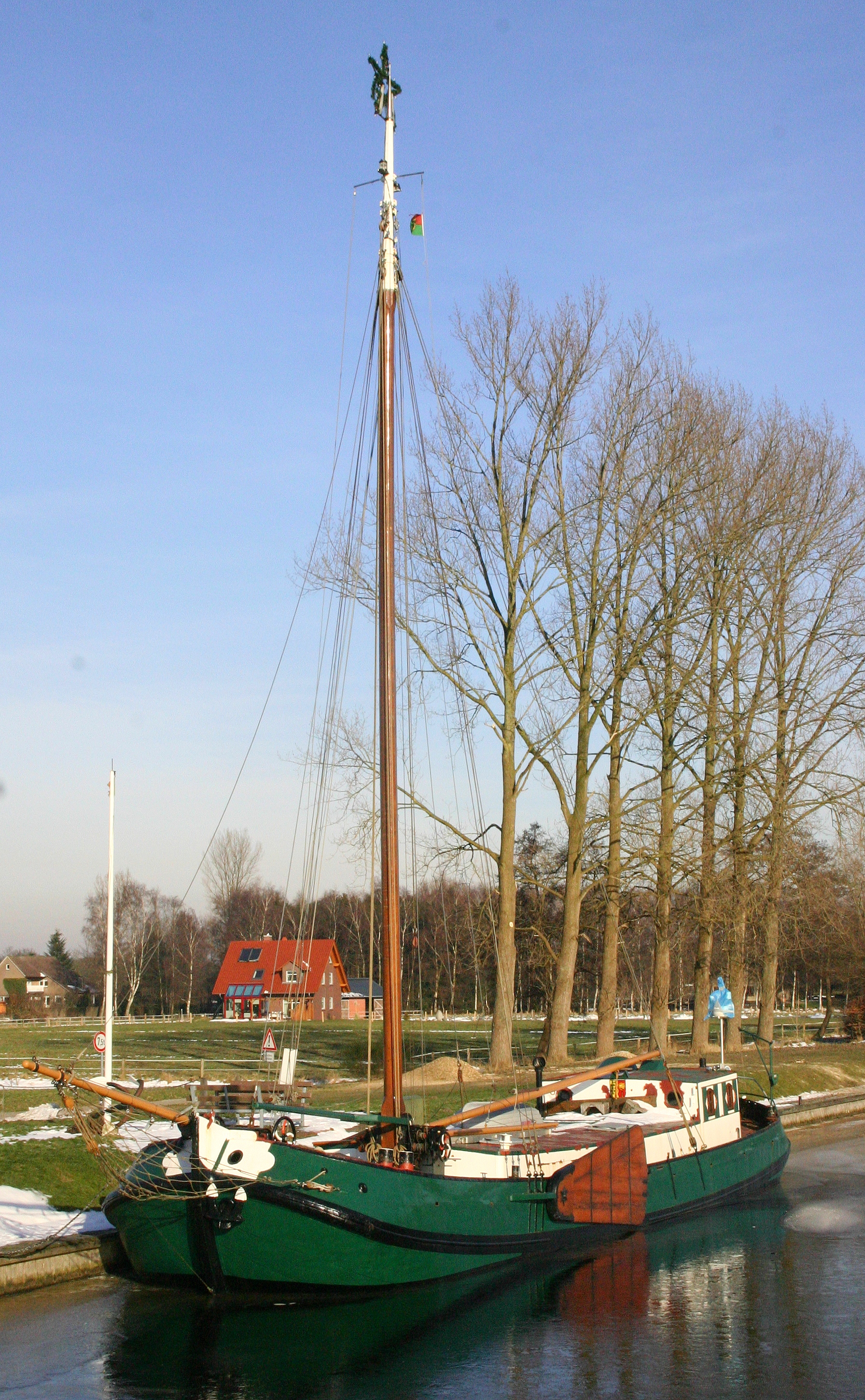
Тьялк в Илове, Восточная Фризия, Германия

Тьялк (чалк, чьялк, тялка, от нидерл. tjalk) — голландский тип грузовых парусных судов для прибрежного и речного плавания. Самый известный тип традиционных голландских судов, один из символов Нидерландов.

## История

### Появление и эволюция деревянных тьялков

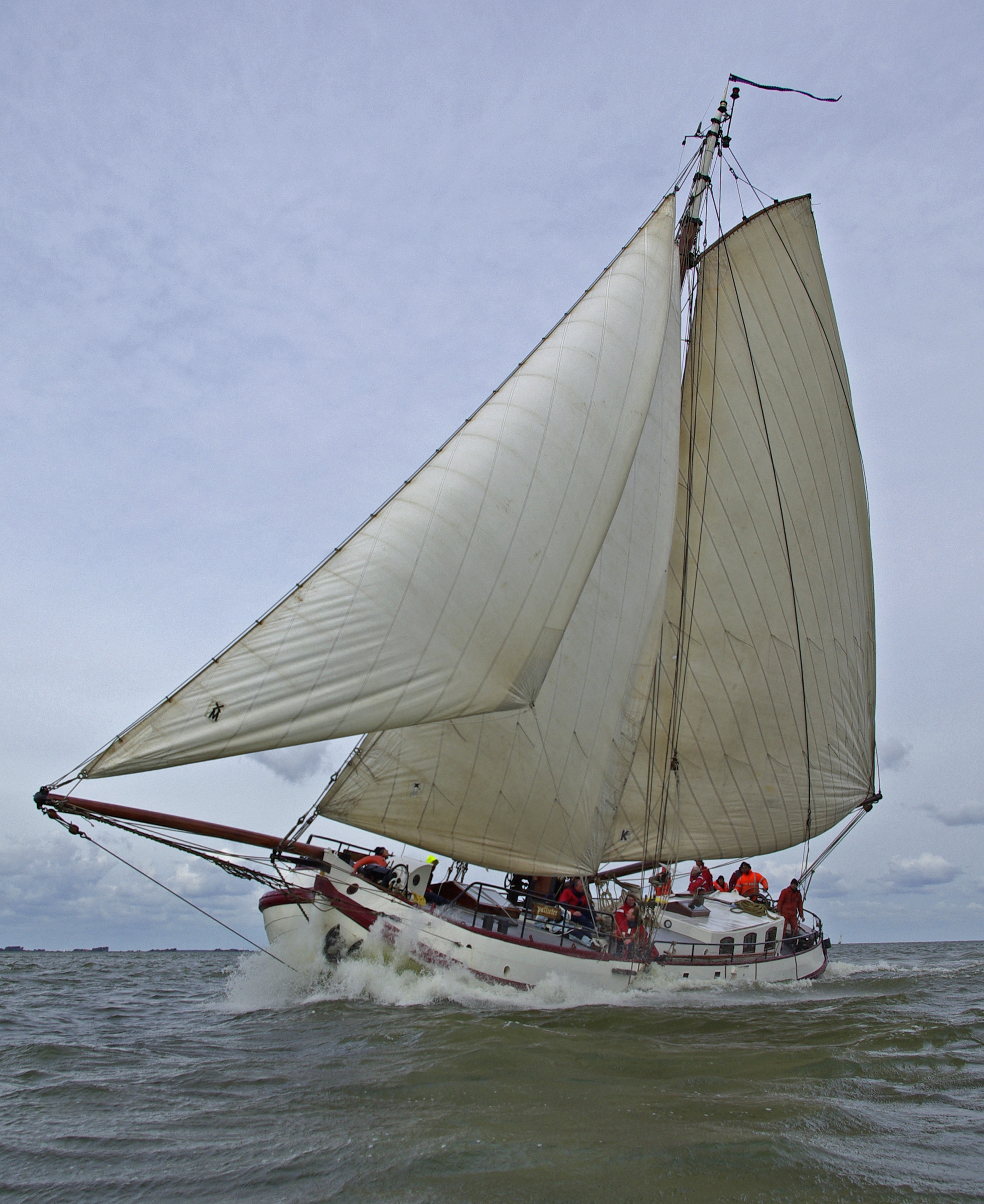

Самое первое упоминание тьялков относится к 1673 году. Тьялк упоминается во фризском документе под названием «thiallicken».
Одно из самых первых упоминаний тьялков делается в книге Николаса Витсена (Nicolaas Witsen) «Aeloude en hedendaagse Scheepsbouw en Bestier» («Старинные и современные суда и управление ими») (первое издание — 1671 год, второе издание в латинском переводе «Architectura navalis et regimen nauticum» — 1690 год). Другой источник, дающий одно из первых описаний тьялков — «Nederlandse scheepsbouw-konst open gestelt» («Раскрытое (то есть подробно описанное) Нидерландское искусство судостроения») Корнелиса ван Эйка (Cornelis van Yk), 1697 год.
Витсен не даёт подробного описания тьялков, в его книге сказано лишь, что эти суда используются как для речных, так и для прибрежных морских перевозок. Однако в главе, посвящённой речным судам, даётся описание судов, имеющих основные признаки тьялка (прежде всего, специфическая форма корпуса — завалы бортов внутрь на носу и корме), хотя термин тьялк по отношению к ним Витсен не употребляет. Интересно, что на корме эти суда имеют statie — сооружение, сохранявшееся на тьялках до начала XX века (см. ниже)
Более всего современные тьялки напоминают описанные Витсеном и вэйдсхип и смалсхип (wijdschip и smalschip). В буквальном переводе эти названия значат «широкий корабль» и «узкий корабль». Разделение однотипных, в общем, судов по ширине основано на том, что смалсхип мог проходить через узкий шлюз в Гауде, в вэйдсхип — не мог.
Первое подробное описание тьялка с рисунком известно из книги Г. Груневегена (G. Groenewegen) «Verzameling van vierentachtig stuks Hollandsche schepen» («Собрание восьмидесяти четырёх голландских судов»), 1789 год. На рисунке изображён фризский тьялк, практически не отличающийся от фризского тьялка XX века. Основное отличие тьялка конца XVIII века состояло в парусном вооружении. В то время тьялки имели шпринтовое парусное вооружение, в то время как с середины XIX века начался переход к гафельному парусному вооружению.
В начале XIX века некто Ф. Н. Ван Лоон (F. N. Van Loon) написал и опубликовал две книги о судоходстве — «Handleiding tot den burgelijken scheepsbouw» («Пособие по гражданскому судостроению») и «Beschouwing van den Nederlandschen Scheepsbouw met betrekking tot dezelfs zeilaadje» («Размышления о нидерландском судостроении, касательно парусов»). В этих книгах имеется не только рисунок тьялка, но и чертёж. Из чертежа следует, что форма корпуса тьялка начала XIX века уже практически ничем не отличалась от формы корпуса тьялков XX века.
В XVIII—XX веках существовало два типа тьялкоподобных морских судов для прибрежного плавания — смак (smaak) и коф или кофсхип (kof, kofschip). В отличие от тьялков эти суда были двухмачтовыми (имели бизань-мачту на корме). Также они отличались большими размерами, в особенности — большей глубиной трюма. В книге «Met zeil en treil» (см. библиографию в конце статьи) приводится анализ объявлений о продаже судов из газеты «De Opregte Groninger Courant» в период с 1743 по 1798 год. Из дающихся в объявлениях технических данных судов видно, что средняя длина тьялка составляла 19-22 метра, смака — 21-25 метров. Что касается кофов, то выделяются два типа этих судов: кофы длиной 24-28 метров и 10-19 метров. Суда второй группы слишком малы, чтобы быть морскими. К тому же часто в их описаниях термины тьялк и коф используют как синонимы. Судя по характеристикам, маленькие кофы были разновидностью тьялков, единственной чертой, объединивших их с большими кофами, была глубина трюма (большая, чем у обычных тьялков).
После перехода к металлическому судостроению строить кофы и смаки перестали, но продолжением эволюции кофов стали кофтьялки, являвшиеся мореходными судами.

### Металлические тьялки
Во время перехода от деревянного к железному судостроению (1880-е годы) формы тьялков стали ещё более округлыми, так как такие формы было проще выполнить из металла, чем из дерева. К началу XX века сформировались основные типы железных тьялков. Их подробное описание даётся в разделе «разновидности» ниже.

### Моторизация
До начала XX века тьялки в основном ходили под парусом. На узких каналах, где ходить под парусом было сложно, (не было возможности маневрировать) для перемещения тьялков использовалась бурлацкая тяга или тягловые животные (чаще всего лошади), которые тянули судно, идя вдоль берега канала.
Хотя судовые двигатели внутреннего сгорания начали поставляться в 1910-х годах, широкая моторизация флота тьялков началась только в середине двадцатых годов. До этого моторы ставились только на те суда, которые работали на регулярных грузовых линиях (так называемый beurtvaart, регулярное судоходство по расписанию). Однако абсолютное большинство тьялков работало не на регулярных линиях.
Существовало три способа моторизации тьялков: размещение встроенного мотора, использование мотора с боковым винтом и использование так называемого опдювера (opduwer — подталкиватель).
Устройство встроенного мотора было оптимальным решением, но в то же время эта операция дорого стоила, так как требовала реконструкции судна. К тому же встроенный двигатель занимал много места.
К концу сороковых годов парусных тьялков практически не осталось. Все они были моторизованы одним из трёх способов.

#### Боковой винт
Оборудование судна боковым винтом было дешёвой альтернативой встроенному мотору. В таком случае двигатель устанавливался на палубе судна рядом с носом. Через длинный кардан двигатель приводил в движение гребной винт, который можно было опускать в воду сбоку от борта судна. Боковой винт использовался чаще всего на тех тьялках, которые использовались как на узких каналах, так и на более просторных водных путях (например, в Зёйдерзее). Там, где позволяла обстановка, такие суда шли под парусом. При этом боковой винт поднимали из воды, и он не ухудшал обтекаемость судна. На узких каналах, где ходить под парусом было невозможно, использовали боковой винт. Однако у бокового винта были существенные недостатки. Он увеличивал габарит судна по ширине, что мешало прохождению узких мест (например между опор мостов). В неглубокой воде винт цеплялся за дно.
В двадцатых годах боковой винт начали использовать в районе Эйссела, после Второй мировой войны этот способ моторизации стал пользоваться популярностью в северных провинциях.
В качестве привода обычно использовали двигатель Deutz с горизонтальным размещением цилиндров (для уменьшения вертикального габарита) мощностью 10-12 л. с.

#### Опдювер
Опдювер (буквально — подталкиватель) — это миниатюрное судёнышко, своего рода плавающий мотор. Размеры опдювера — примерно пять метров в длину и полтора в ширину. Водоизмещение опдювера составляло одну-три тонны.
Сначала в качестве опдюверов использовались моторизованные лодки, потом их стали строить из металла. В качестве материала обычно использовались отходы производства (обрезки металла, оставшиеся от строительства больших судов). Двигатель обычно брали от списанного автомобиля, но позднее (в 30-х годах) чаще стали ставить двигатели марок Deutz, Brons, A.B.C. мощностью 9-14 л. с.
Опдювер привязывали к корме тьялка. Управление опдювером обычно осуществлялось с палубы тьялка при помощи «дистанционного управления», состоявшего из канатов, ручек от швабр и других подобных подручных материалов.
Опдювер имел определённые преимущества. При использовании опдювера мотор не занимал внутреннее пространство судна. При манёврах в порту опдювер можно было использовать как буксир. Однако из-за низких мореходных качеств опдюверы можно было использовать только на реках и каналах (не в озёрах и морских заливах).
Прежде всего опдюверы были популярны в Гронингене и Дренте. После Второй мировой войны строительство опдюверов прекратилось.

#### Встроенный мотор
До Второй мировой войны встроенные моторы пользовались наибольшей популярностью на юге Нидерландов, в районе Зеландии. В условиях просторных водных пространств ни боковой винт, ни опдювер не удовлетворяли требованиям. Опдюверы не отличались достаточной мореходностью, а боковой винт мог быть повреждён при волнении.
Первые встроенные моторы имели мощность 10-20 л. с.
После Второй мировой войны встроенным мотором начали оснащаться тьялки, ранее моторизованные при помощи бокового винта или опдювера. Также нередко на судах, получивших встроенный мотор в двадцатых-тридцатых годах, в ходе послевоенной модернизации старый мотор заменялся на новый.
При этом если до Второй мировой войны мотор всё-таки продолжал нести вспомогательную функцию, то после войны в ходе моторизации с тьялков обычно демонтировалась мачта, и из парусных и парусно-моторных они превращались в чисто моторные суда.
После войны на больших тьялках грузоподъёмностью в 100—140 тонн устанавливались моторы мощностью 80-120 л. с. На меньших судах использовались двигатели в 30-40 л. с. Особой популярностью пользовались двигатели следующих марок: Kromhout-Gardner (4 цилиндра, 40 л. с.), Mercedes (3 цилиндра, 36 л. с.), Lister (3 цилиндра, 33 л. с.).

### Тьялки в наши дни
Сейчас парусные тьялки используются как яхты, в том числе в качестве учебных судов (для обучения хождению под парусами). На них также катают туристов.

## Распространение
Тьялки появились во Фрисландии (само слово tjalk фризского происхождения), но со временем этот тип судов получил распространение в районах вдоль побережья Северного моря от северной Франции до Германии, в Великобритании и на Балтийском море. Использовались тьялки и в России. Инициатором строительства и использования тьялков в России был большой поклонник всего голландского Пётр I. В России тьялки использовались как транспорт для снабжения армии и флота. При Петре I тьялки в России называли тялками.

## Устройство
Тьялк был приспособлен для плавания по мелководным, богатым мелями, прибрежным водам Нидерландов. Поэтому тьялки являлись плоскодонными судами с широким корпусом и малой осадкой. Вместо киля тьялки оборудовались швертами, которые в случае необходимости опускались в воду. Шверты тьялка имели яйцеобразную форму. Как уже отмечалось, нос и корма отличались закруглёнными формами. Борта были с завалом внутрь. Форштевень был изогнутым, а ахтерштевень — прямым. Переход между дном и бортами был не резким, постепенным, таким образом в разрезе корпус тьялка имел округлые формы. Тьялки были однопалубными судами.
Первоначально тьялки были одномачтовыми судами, мачта устанавливалась на расстоянии примерно одной трети длины корпуса от форштевня. В XIX веке появились двухмачтовые тьялки, имевшие небольшую бизань-мачту. Некоторые тьялки имели небольшой бушприт.
Первоначально тьялки несли шпринтовое парусное вооружение, но с начала XIX века более распространённым стало гафельное парусное вооружение.
Чаще всего парусное вооружение тьялка состоит из грота на гафеле и фока, иногда используется также кливер.
Грузоподъёмность, как и размеры, сильно отличалась от типа к типу, но в основном грузоподъёмность лежала в диапазоне 30 — 100 тонн. Длина — 12 — 25 метров, ширина — от четырёх до пяти метров, осадка — до метра.

## Разновидности
Существовало большое количество разновидностей тьялков.

### Болтьялк
Болтьялк (boltjalk) — своего рода промежуточная форма между тьялком и гронигским болсхипом. Более лёгкое судно, чем обычный тьялк. Строились только из металла с конца XIX века. Использовались в основном в провинции Гронинген. Осенью такие суда перевозили в основном картофель и свёклу, хотя в остальное время их использовали для перевозки самых разнообразных грузов. Отличались довольно большой каютой, в которой вместе со своей семьёй постоянно жил капитан судна (одновременно являвшийся владельцем судна). Болтьялки были довольно плоскими судами, по сравнению с другими тьялками их форма была менее округлой. Болтьялки довольно хорошо ходили под парусом.
В музейной гавани (museumhaven) рядом с музеем судоходства в Амстердаме находится болтьялк Johannes, построенный в 1916 году на верфи De Boer в Ауде Пекела. Это судно имеет следующие размеры: длина — 25,13 м, ширина — 4,81 м, глубина трюма — 1,2 м.

### Дектьялк
Дектьялк (dektjalk) — полноценный тьялк. Название происходит от нидерландского dek — палуба. Эти суда имели палубу на всём протяжении корпуса. Надстройки не было, каюта находилась под палубой у кормы, хотя позднее на многих дектьялках была построена надстройка. Самые большие дектьялки имели грузоподъёмность в районе ста тонн.
Дектьялки строились в основном на севере Нидерландов, но использовались по всей стране. Самые больше экземпляры ходили по Зёйдерзе и Ваддензе. Начиная с тридцатых годов многие дектьялки оборудовались моторами. Были как деревянные, так и металлические декьялки.
Парусной вооружение дектьялков состояло из грота на изогнутом гафеле и фока. На самых больших экземплярах также использовался кливер.
В музейной гавани (museumhaven) рядом с музеем судоходства в Амстердаме находится дектьялк Watergeus (Водный Гёз), построенный в 1903 году на верфи Van Goor в Звартслёйсе. Это судно имеет следующие размеры: длина — 17,6 м, ширина — 4,37 м, глубина трюма — 1,15 м. Грузоподъёмность составляет 73 тонны. Первоначально это судно называлось De Vrouwe Geurtje, но позднее оно было переименовано.

### Зеетьялк
Зеетьялк (zeetjalk, морской тьялк) — судно для прибрежного мореплавания. Строились зеетьялки в провинции Гронинген. От обычных гронингских тьялков они отличались большими размерами и более гнутыми формами. Зеетьялки имели одну или две мачты. У кормы зеетьялка располагалась надстройка. В XIX веке зеетьялки совершали рейсы из Нидерландов в Англию, Норвегию, Германию и, далее, в страны Балтийского моря. Зеетьялк был самым дешёвым типом судна, способного на такие плавания. Зеетьялки строились до начала XX века. В музейной гавани в Гоуде можно увидеть зеетьялк Zilvermeeuw (в прошлом носивший также названия Luikiena и Jacoba). Он был построен в 1906 году на верфи Gebroeders van Diepen в Ватерхёйзене (Waterhuizen). Размеры этого судна следующие: длина 23,42 м, ширина 4,95 м, глубина трюма 1,65 м. Грузоподъёмность составляет 117 тонн.

### Кофтьялк
Кофтьялк (koftjalk) занимал промежуточное положение между тьялком и кофом. Эти суда строились в провинции Гронинген и предназначались для прибрежного мореплавания однако кофтьялки были в состоянии совершать дальние рейсы, например известно что кофтьялк Voorwaarts Voorwaarts (Вперёд, вперёд), сохранившийся до сих пор, совершал путешествия в Марокко. В то же время они могли заходить вглубь страны по рекам и каналам, то есть были одновременно и речными судами. От тьялков, предназначенных исключительно для речных перевозок, кофтьялки отличались большими размерами (прежде всего — большей шириной и глубиной трюма), а также тем, что некоторые кофтьялки имели не одну, а две мачты. Также, в отличие от большинства речных тьялков, кофтьялки имели бушприт.
В основном кофтьялки использовались для мореплавания вдоль побережья Нидерландов и Германии, вплоть до Балтийского моря, а также для плаваний в Англию. Однако эти суда совершали и более дальние плавания, например в Португалию, страны Средиземного моря, Северную Африку и даже в Южную Америку и на Ньюфаундленд.
Парусное вооружение кофтьялков могло довольно сильно различаться от судна к судну, но на всех кофтьялках основным парусом был грот, прикреплённый сверху к длинному прямому гафелю, а снизу — к гику. Над гротом иногда поднимали гафельтоп. Также кофтьялк имел фок, кливер, а иногда также и бом-кливер. На задней мачте двухмачтовых кофтьялков поднимали бизань.
До наших дней сохранился кофтьялк Voorwaarts Voorwaarts, построенный в 1898 году на верфи Gebroeders Verstock в Мартенсхуке (Martenshoek). Длина этого судна составляет 26,91 м, ширина — 5,39 м, глубина трюма — 2,3 м.

### Павильюнтьялк
Павильюнтьялк (paviljoentjalk) — тьялк с так называемым «павильоном» — возвышением палубы на юте, под которым находилась жилая каюта. Палуба над возвышением проходила вровень с бортами. Павильюнтьялки отличались длинным румпелем. Суда этого типа были как деревянными, так и металлическими. Павильюнтьялки строились и использовались в основном во Фрисландии, Голландии и Зеландии. В музейной гавани в Амстердаме можно увидеть павильюнтьялк Zes Gebroeders (шестеро братьев), построенный в 1921 году на верфи D. Boot в Гаувслёйзе (Gouwsluis). Длина этого судна — 20,45 м, ширина — 3,97 м, глубина трюма — 1,4 м, грузоподъёмность — 67 тонн.

### Эйсселтьялк
Эйсселтьялк (ijsseltjalk) — строились и использовались на реке Эйссел. Эйсселтьялки использовались для перевозки песка и гравия, а также для перевозки других разнообразных грузов. Последний эйсселтьялк, Maartje Neeltje, был построен в 1916 году на верфи в Капелле-аан-ден-Эйссел.

### Хектьялк или статитьялк
Хектьялк или статитьялк (hektjalk, statietjalk) — отличался необычной конструкцией кормы. Борта на корме таких тьялков поднимались вверх и сходились вместе, образуя треугольную форму. Сзади в этом сооружении имелась дыра для румпеля руля. Известно, что подобное сооружение (называемое statie) встречалось на голландских кораблях в XVII веке, но постепенно от него отказались. Функция statie неизвестна. Хектьялки широко строились вплоть до конца XIX века, в основном во Фрисландии, Голландии и Брабанте. Статитьялки строились практически только из дерева, известно только о трёх металлических статитьялках. Один из них, De Vier Gebroeders (Четверо братьев), построенный в 1900 году, хранится ныне в музее Зёйдерзее. Это — единственное сохранившееся судно такого типа. Длина De Vier Gebroeders составляет 20,7 м, ширина — 5,03 м, глубина трюма — 2,1 м, грузоподъёмность — 110 тонн.

### Руфтьялк
Руфтьялк (roeftjalk) — тьялк с небольшой надстройкой на корме, в которой располагалась каюта. Самый распространённый тип тьялков. Если речь идёт о просто тьялке, без указания конкретного варианта, то в виду имеют обычно именно руфтьялк. Размеры — от 12 до 25 метров, грузоподъёмность самых маленьких руфтьялков составляла всего 12 тонн, самых больших — до 150 тонн. До восьмидесятых годов XIX века руфтьялки строились из дерева, потом их стали строить из металла. Руфтьялки перевозили любые грузы. Некоторые служили на регулярных каботажных линиях. Существовали региональные разновидности руфтьялков.
Существовало несколько разновидностей руфтьялков, в зависимости от места постройки различали:
- Голландский тьялк (Hollandse tjalk)
- Гронингский тьялк (Groninger tjalk)
- Фризский тьялк (Friese tjalk)
  - Самый маленький из фризских тьялков известен как Скуче (skûtsje). Длина — 12 — 20 метров, грузоподъёмность — 12 — 50 тонн. Строились как из дерева, так и из металла. Ещё до второй мировой войны были вытеснены из коммерческого судоходства более крупными судами, и многие из этих судов были переоборудованы под жильё. Однако начиная с пятидесятых годов многие из фризских тьялков были восстановлены в первоначальном виде, и теперь они используются как яхты. Ежегодно проводятся специальные регаты для таких судов.

## Другие тьялкоподобные суда
- Болсхип (bolschip)
- Болпрам (bolpraam)
- Потсхип (praam)
- Оттер (otter)
- Плейт (pleit)